# 1910 في النرويج
فيما يلي قوائم الأحداث التي وقعت خلال عام 1910 في النرويج.

## سياسة

### انتهاء فترة المنصب
- 2 فبراير – غونار كنودسن رئيس وزراء النرويج.

## مواليد

### يناير
- 11 يناير – تريغفه براتلي سياسي نرويجي.

## وفيات

### أبريل
- 26 أبريل – بيورنستيارنه بيورنسون (مواليد 1832) كاتب نرويجي.